# پروتون اکسورا
پروتون اکسورا خودرویی است که توسط خودروساز مالزیایی پروتون تولید می‌شود. این خودرو که به عنوان یک وسیله نقلیه چند منظوره کامپکت (ام‌پی‌وی) در سگمنت سی در نظر گرفته می‌شود، پس از عرضه در ۱۵ آوریل ۲۰۰۹ تبدیل به اولین ام‌پی‌وی توسعه یافته محلی مالزی شد. اکسورا اولین پروتونی است که بر پایه پلت‌فرم پی۲ ساخته شده است. مدل فیس‌لیفت اکسورا که در ۱۵ دسامبر ۲۰۱۱ عرضه شد، اولین پروتونی بود که از موتور توربوشارژردار CamPro CFE و فناوری CVT استفاده کرد.

## تاریخچه

### پیش از عرضه
اولین طرح‌های ام‌پی‌وی پروتون در اوایل دهه ۱۹۹۰ طراحی شد. در این دوره، همه محصولات پروتون خودروهای سدان و هاچ‌بک بودند. در سال ۲۰۰۱، پروتون با معرفی مینی ام‌پی‌وی جوارا مبتنی بر میتسوبیشی تاون باکس واید، خودروهای بزرگتر را آزمایش کرد. با این حال، طراحی نامتعارف این خودروی کی انتقاداتی را برانگیخت و تولید آن در سال ۲۰۰۴ در به دلیل فروش ضعیف متوقف شد.
پروژه ام‌پی‌وی پروتون بعداً در اواسط سال ۲۰۰۶ تحت رهبری مدیر عامل سابق پروتون، سید زین العابدین احیا شد. این خودرو قرار بود مطابق با سلایق و انتظارات مالزیایی طراحی شود و در ابتدا تصور می‌شد بر اساس پلت‌فرم یکی از محصولات شرکت میتسوبیشی یا فولکس‌واگن ساخته شود، اما پروتون بعداً تأیید کرد که از ابتدا بر روی یک پلت‌فرم کاملاً جدید ساخته خواهد شد. نتیجه آن پلتفرم پی۲ پروتون بود که توسط پروتون و با مشاوره ال‌جی سی‌ان‌اس توسعه یافت. در ۱۱ فوریه ۲۰۰۸، ام‌پی‌وی پروتون رسماً برای عرضه در اوایل سال ۲۰۰۹ معرفی شد.
طرح‌هایی از این ام‌پی‌وی در ۲۷ مه ۲۰۰۸ از تلویزیون ملی مالزی پخش شد و ویژگی‌های مختلف آینده آن را نمایان کرد. از روی طرح‌ها، در ابتدا حدس زده می‌شد که ام‌پی‌وی پروتون با ام‌پی‌وی مشابهی از چری چین مرتبط باشد، اما بعداً ثابت شد که چنین رابطه‌ای بین این دو خودرو وجود ندارد. با این وجود، واضح بود که به دلیل رابطه طولانی مدت بین پروتون و میتسوبیشی، در طراحی این خودرو اقتباس‌هایی از میتسوبیشی گراندیس گرفته شده است. پروتون در ۲۴ اکتبر ۲۰۰۸ حق امتیازی برای ام‌پی‌وی آینده خود به دفتر مالکیت معنوی بریتانیا (IPO) داد و چند روز بعد در ۴ نوامبر این درخواست تأیید شد.
نام رسمی پروتون اکسورا، همراه با شعار آن Keriangan Keluarga (به فارسی: تفریح خانوادگی) در ۱۷ فوریه ۲۰۰۹ اعلام شد. نام «اکسورا» که از گل ایکسورا الهام گرفته شده بود، در طول مسابقه Name The Proton MPV توسط برنده جایزه بزرگ، نورشولیهان بینتی عبدالانیچ، از بین ۲۵۱٬۷۶۳ نام انتخاب شد. پس از یک مرحله توسعه ۱۸ ماهه، سرانجام تولید اکسورا در مارس ۲۰۰۹ در کارخانه شاه عالم پروتون آغاز شد.

### اکسورا (۲۰۰۹–۲۰۱۰)

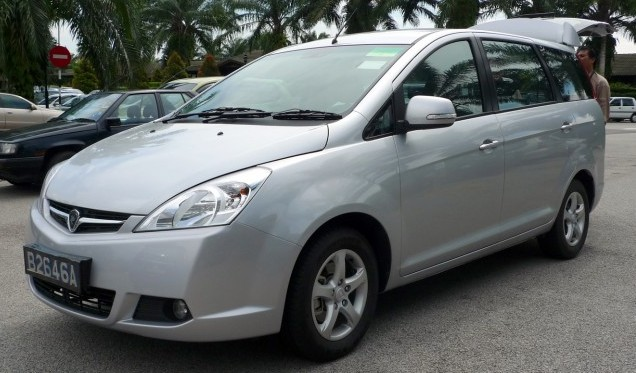
پروتون اکسورا اچ-لاین ۲۰۰۹ در طول پیش‌نمایش رسانه‌اس در سایبرجایا

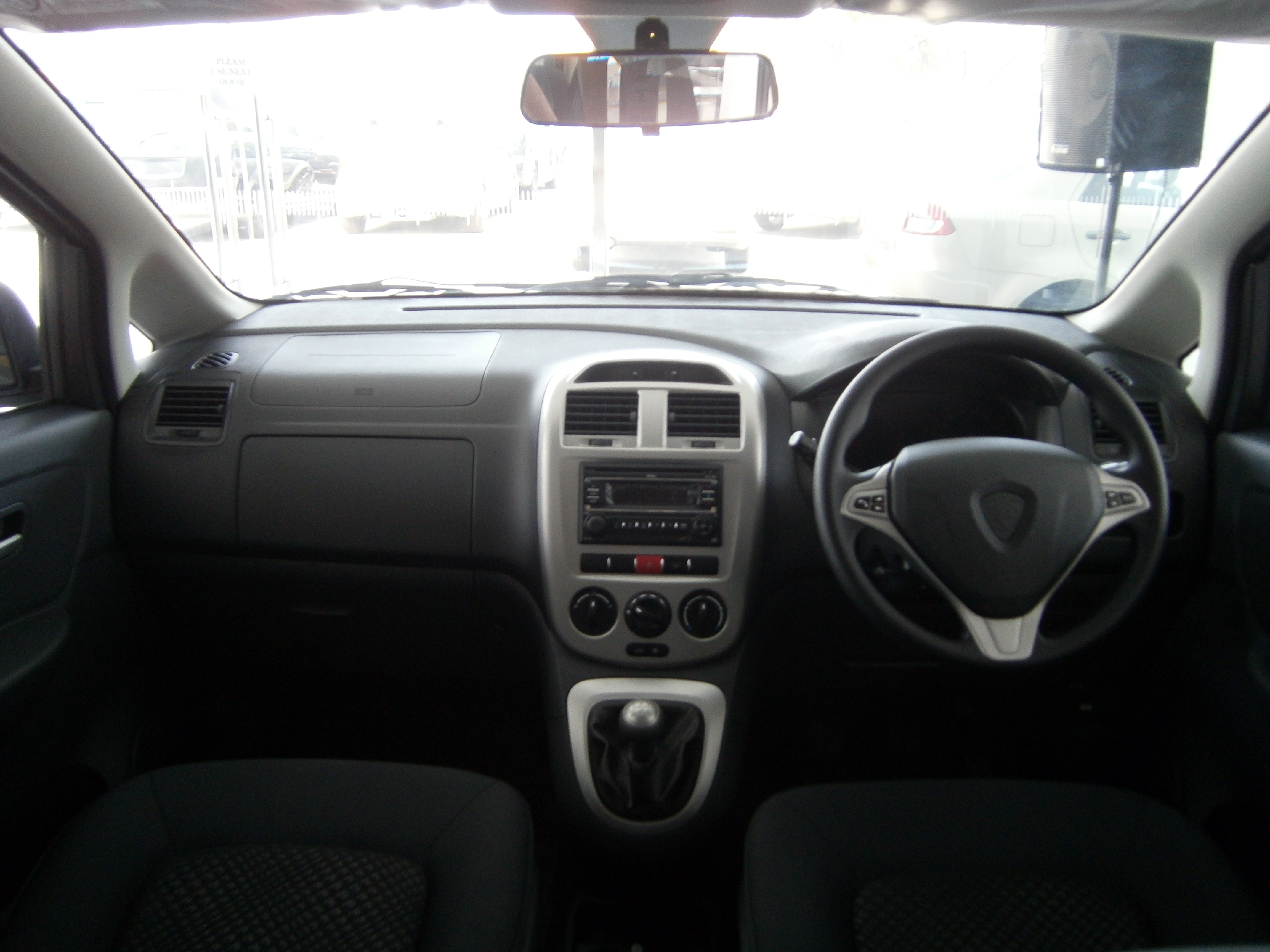
نمای داخلی

پروتون اکسورا به‌طور رسمی در ۱۵ آوریل ۲۰۰۹ رونمایی شد و اولین ام‌پی‌وی طراحی شده بومی مالزی شد. این خودرو در زمان عرضه اولیه در دو تیپ ام-لاین و اچ-لاین ارائه شد. هر دو تیپ از موتور ۱٫۶ لیتری CamPro CPS استفاده می‌کردند و تنها با جعبه‌دنده ۴ سرعته خودکار قابل سفارش بودند.
اکسورا ام-لاین ام‌تی در ۷ ژوئیه ۲۰۰۹ معرفی شد و اولین نسخه اکسورا بود که با جعبه‌دنده ۵ سرعته دستی در دسترس قرار گرفت.
یک نسخه بدون زواید (اقتصادی) از اکسورا در ۲۲ ژوئن ۲۰۰۹ تحت آزمایش قرار گرفت. این مدل بعداً به‌عنوان تیپ بی-لاین اکسورا، در ۱۹ نوامبر ۲۰۰۹، چهار روز قبل از عرضه پرودوآ آلزا به نمایش درآمد. این نسخه به امکانات ایمنی کمتری مجهز شده و فقط با جعبه دنده دستی موجود است.

#### ویرایش بیست و پنجمین سالگرد
پروتون در ژوئیه ۲۰۱۰ ویرایش ۲۵ سالگی اکسورا را در کنار ساگا و پرسونا رونمایی کرد.

### اکسورا (ام‌سی) (۲۰۱۰–۲۰۱۱)
در ۱۵ ژوئیه ۲۰۱۰، تنها ۱۵ ماه پس از عرضه اولیه، پروتون اکسترا ام‌سی را منتشر کرد که در آن حرف "MC" به معنای تغییر جزئی (Minor Change) است. این خودرو یک کیت بدنه جدید، محافظ با روکش کروم در اطراف چراغ‌های مه‌شکن جلو و رینگ‌های آلیاژی ۵ پره دوبل ۱۵ اینچی در نمای بیرونی دریافت کرد، در حالی که داخل کابین دارای پنل‌های خاکستری تیره‌تر و آلکانترا/جیر در پنل‌های درها بود.

### اکسورا بولد و اکسورا پرایم (۲۰۱۱–۲۰۱۴)
برای اطمینان از اینکه اکسورا همچنان مشتریان بخش ام‌پی‌وی را در بازار مالزی جذب می‌کند، تولید مدل توربوشارژر اکسورا در نظر گرفته شد. در ۱۵ دسامبر ۲۰۱۱، اکسورا بولد و اکسورا پرایم به عنوان دو مدل فیس‌لیفت عرضه شدند. اکسورا بولد در سه تیپ اکسورا بولد اکسکوتیو ام‌تی، اکسورا بولد اکسکوتیو ای‌تی و اکسورا بولد پریمیوم سی‌وی‌تی در حالی که اکسورا پرایم فقط در یک تیپ لوکس سطح بالا موجود بود اکسورا بولد پریمیوم و اکسورا پرایم از موتور جدید پروتون CamPro CFE که توسط پروتون هولدینگ و لوتوس کارز در داخل ساخته شده است، نیرو می‌گیرند. CFE مخفف عبارت Charged Fuel Efficiency است. اکسورا فیس‌لیفت‌شده اولین خودروی مالزیایی بود که دارای موتور توربوشارژر بود.
اکسورا بولد اکسکوتیو در قالب مدل فیس‌لیفت اکسورا ام-لاین است و همچنان از موتور CPS CamPro بدون توربوشارژر پروتون استفاده می‌کند.
اکسورا بولد پریمیوم بیشتر ویژگی‌های بیرونی و داخلی خود را با اکسورا بولد اکسکوتیو به اشتراک می‌گذارد، اما از موتور توربوشارژر جدید CamPro CFE و گیربکس CVT نیرو می‌گیرد.
در ۱۱ ژانویه ۲۰۱۳، پروتون یک نسخه بدون زواید از اکسورای مجهز به CFE را معرفی کرد که به نام پروتون اکسورا بولد 1.6 CFE استاندارد برای جلب نظر خریداران بالقوه بدون ارائه لوازم جانبی اضافی، اما با موتور استاندارد CFE، گیربکس CVT و ABS + EBD عرضه شد. و قیمت بسیار پایین‌تری داشت. این تیپ بین اکسورا بولد اکسکوتیو و اکسورا بولد پریمیوم جای می‌گیرد، اگرچه در نهایت تولید تیپ اکسکوتیو متوقف شد تا راه برای این تیپ استاندارد باز شود.
اکسورا پرایم گران‌ترین تیپ موجود است. این تیپ از نظر فنی با اکسورا بولد پریمیوم یکسان است اما ویژگی‌های بسیار عالی لوکس را ارائه می‌دهد. از ویژگی‌های متمایز اصلی این خودرو می‌توان به صندلی‌های کاپیتان در ردیف دوم، ال‌سی‌دی‌های واقع در عقب پشتی‌های سر صندلی راننده و شاگرد و گزینه رنگ منحصربه‌فرد، قهوه‌ای مطلق اشاره کرد.

### اکسورا بولد (ام‌سی۲) (۲۰۱۵–۲۰۱۷)
عکس‌های اکسورا بولد فیس‌لیفت شده در دسامبر ۲۰۱۴ در شبکه‌های اجتماعی دست به دست شد. تغییرات این مدل صرفاً در جنبه‌های آرایشی بود. نشانه‌های طراحی نوع اس‌پی یادآور رنگ‌های کراس‌اوور Livina X-Gear است.
۵ تیپ از اکسورا بولد ام‌سی۲ وجود دارد که بسته به نوع انتخاب، با یکی از موتورهای CPS یا CFE ارائه می‌شود. ۲ تیپ اول CPS مدل‌های ام‌تی و ای‌تی استاندارد هستند. ۳ تیپ دیگر CFE اکسکوتیو، پریمیوم و سوپر پریمیوم (اس‌پی) هستند که همگی دارای گیربکس اتوماتیک CVT هستند. عرضه ام‌سی۲ همچنین نشان دهنده ظهور مجدد اکسورا ای‌تی CPS بود در حالی که تولید تیپ اکسورا پرایم سی‌وی‌تی متوقف شد. سه ویژگی ایمنی جدید شامل سامانه کنترل پایداری الکترونیکی (ESC)، چراغ مه‌شکن عقب و دو کیسه هوای جانبی برای دو تیپ پریمیوم و سوپر پریمیوم معرفی و اعمال شد.
مشخصات نسخه استاندارد CFE سی‌وی‌تی ۲۰۱۳ تا ۲۰۱۴ با نسخه اکسکوتیو ۲۰۱۵ تا ۲۰۱۷ یکسان است.
در سال ۲۰۱۶، مدل استاندارد CPS کنار گذاشته شد و زمانی بین سال‌های ۲۰۱۶ تا ۲۰۱۷، پروتون بی سر و صدا انواع سوپر پریمیوم (اس‌پی) را متوقف کرد و انواع اکسکوتیو و پریمیوم را ترک کرد. برای اولین بار در تاریخ پروتون اکسورا، تنها انتخاب موتور، موتور CFE توربوشارژ پروتون بود.

### اکسورا (بهبود) (۲۰۱۷–۲۰۱۹)
پروتون اکسورا ۲۰۱۷ (Enhanced) در ۲۳ ژوئیه ۲۰۱۷ به عنوان جانشین اکسورا بولد ام‌سی۲ معرفی شد. اکسورا ۲۰۱۷ عمدتاً تغییرات زیبایی و بهبود نویز، لرزش و سختی (NVH) را معرفی کرد. محدوده تیپ‌ها نیز به دو تیپ اکسکوتیو و اکسکوتیو پلاس ساده شده است. طراحی بیرونی اکسورا ۲۰۱۷ به‌روز شده است تا نشان سه بعدی جدید پروتون را مطابق با مدل‌های اخیراً عرضه شده این شرکت داشته باشد.
موتور فعلی CamPro 1.6 لیتری توربو و پیشرانه CVT نیز منتقل شده است، اما اکنون روی یک پیکربندی سه‌پایه جدید قرار دارد که برای کاهش انتقال ارتعاشات موتور به داخل کابین طراحی شده است.

### اکسورا (آرسی) (۲۰۱۹–۲۰۲۲)
پروتون اکسورا آرسی (running change) در ۲۸ مه ۲۰۱۹ معرفی شد. اکسورا آرسی در دو تیپ اکسکوتیو و پریمیوم ارائه شده است. اکسورا با تغییرات متعدد در کابین، آیریز و پرسونا را دنبال می‌کند. در همین حال، تیپ پریمیوم دارای یک هدیونیت است که GKUI را با ویژگی تشخیص صدای پروتون Hi Proton اجرا می‌کند. با این حال، نمای بیرونی آن از آخرین زبان طراحی پروتون پیروی نمی‌کند، اگرچه در آن جایگزینی آنتن نیش زنبور با آنتن باله کوسه و حذف قالب‌های جانبی رخ داده است.
تیپ اکسکوتیو هم‌اکنون از رینگ‌های اینسپیرا مشابه تیپ پریمیوم بهره می‌برند، اما فقط با رنگ تکی و تزئینات پشتی با رنگ کرومی و در مقابل مشکی براق به‌کار رفته است.

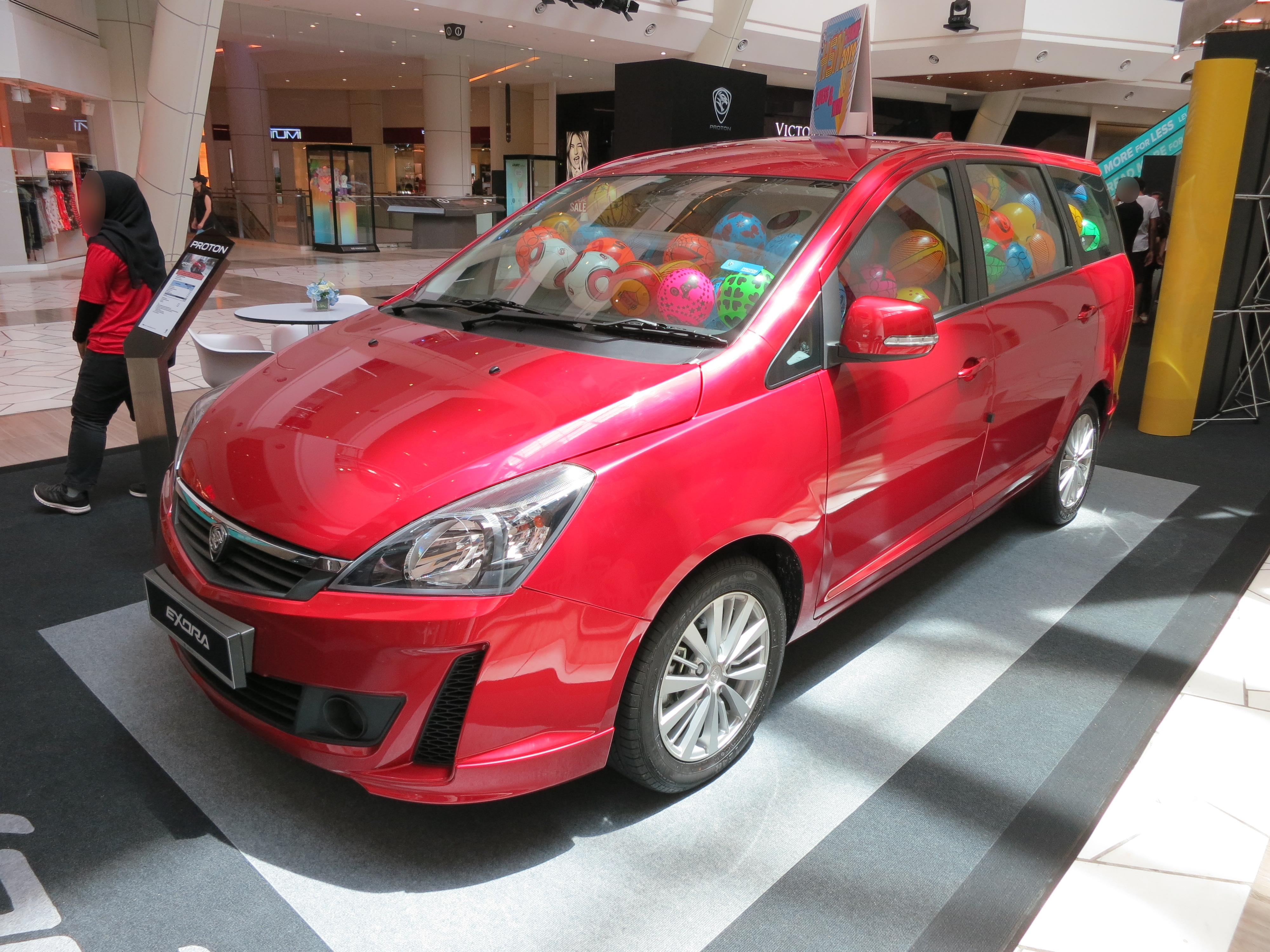
اکسکوتیو
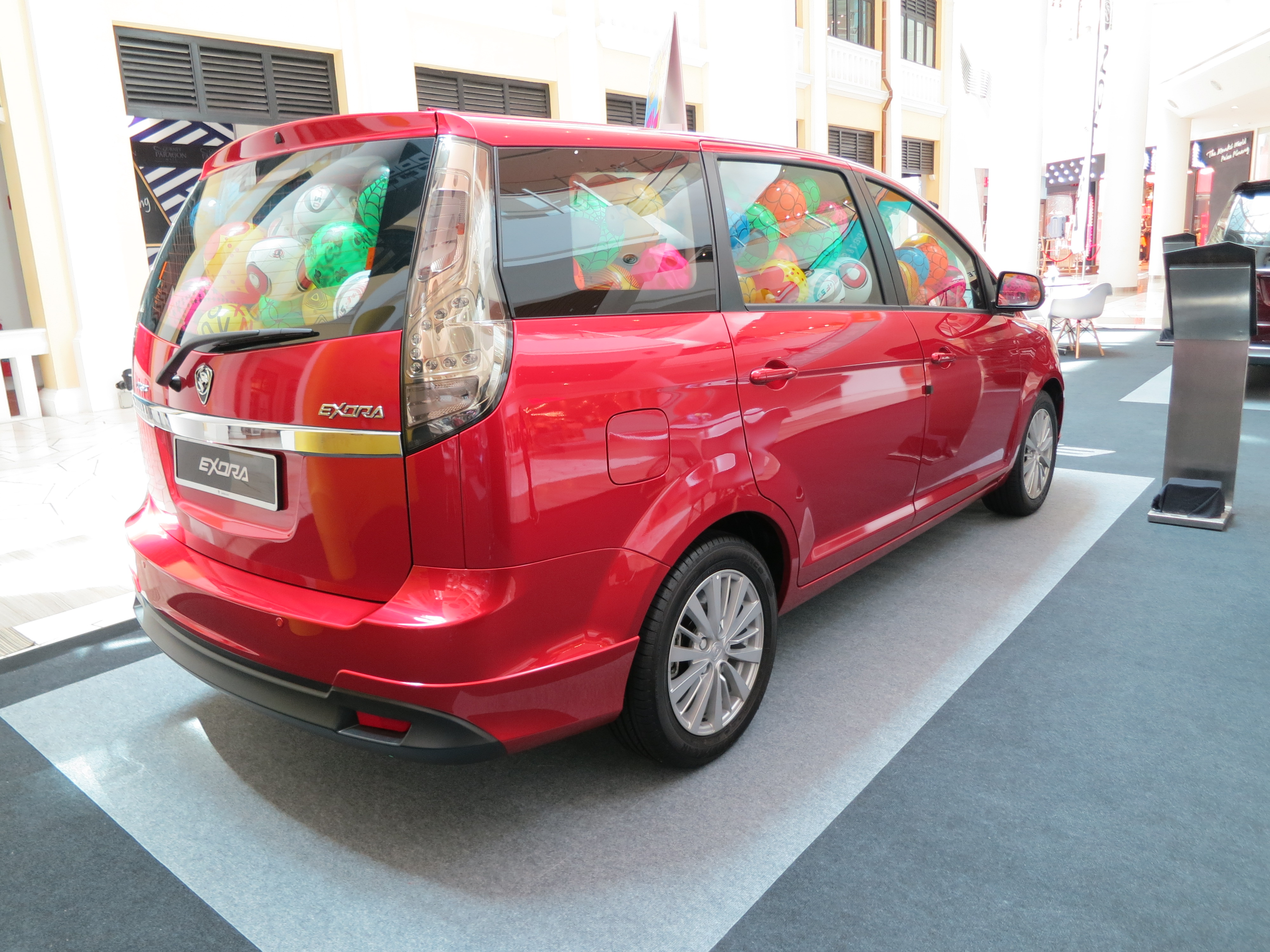
اکسکوتیو
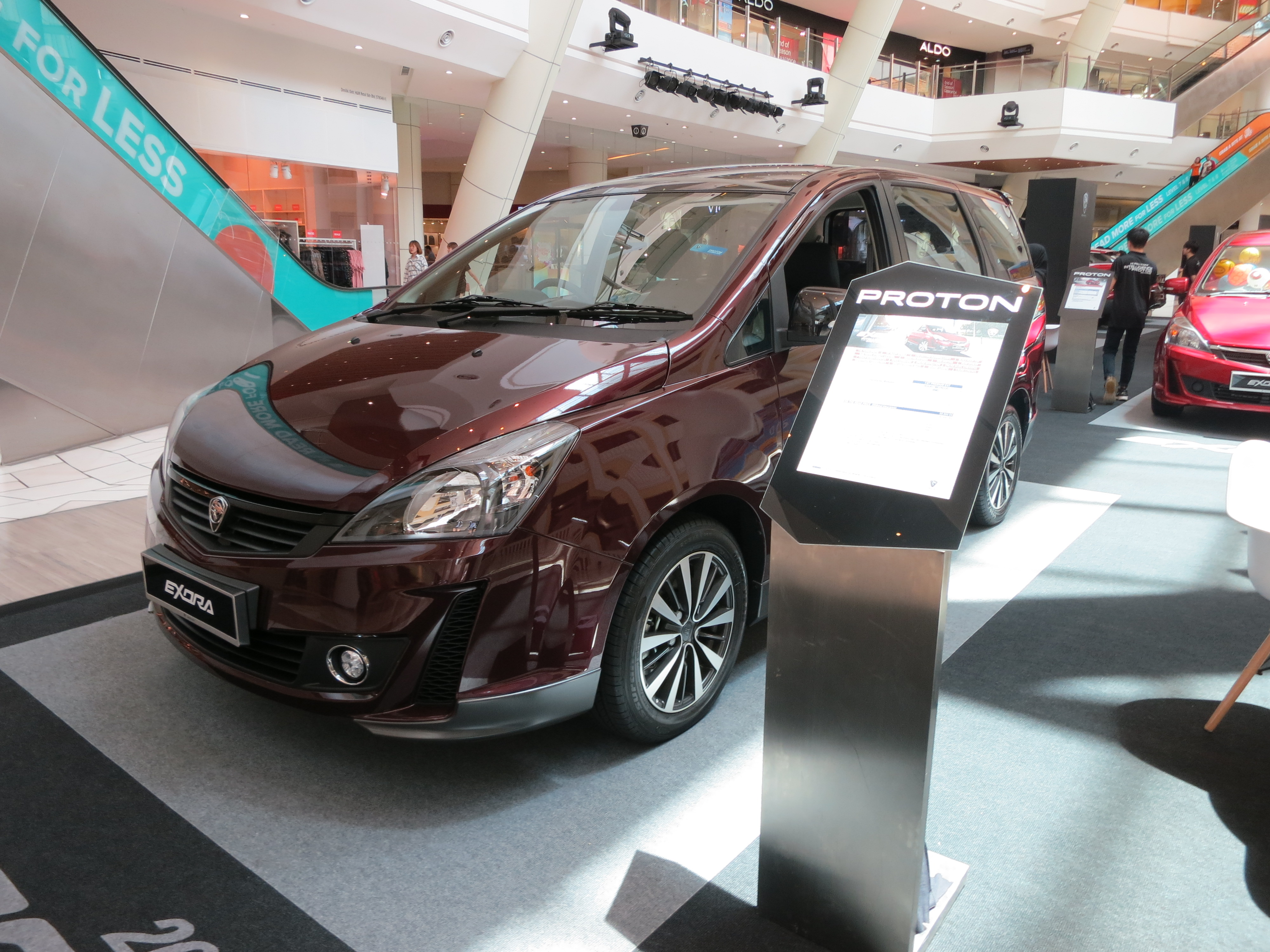
پریمیوم
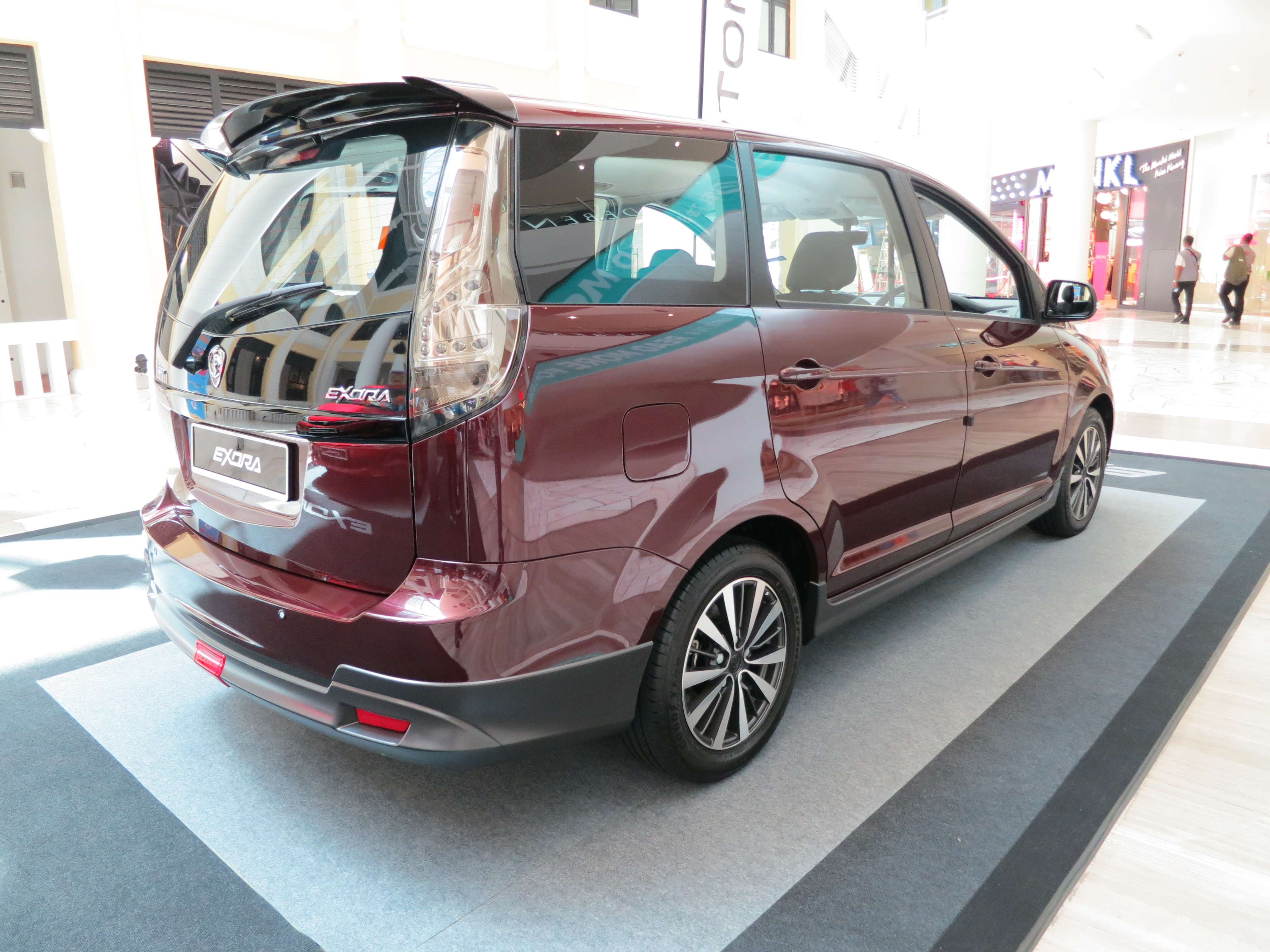
پریمیوم

### اکسورا (آرسی۲) (۲۰۲۲–اکنون)
پروتون اکسورا آرسی۲ (running change 2) در ۱۹ اوت ۲۰۲۲ معرفی شد. این مدل دو تیپ اکسکوتیو و پریمیوم ارائه شده است. نمای بیرونی پروتون اکسورا ۲۰۲۳ از آخرین نشان‌واره پروتون استفاده می‌کند و هر دو مدل ESC را به‌عنوان ویژگی ایمنی استاندارد اضافه می‌کنند. علاوه بر این، نوع پریمیوم روکش صندلی‌های خود را از نیمه چرمی به چرمی کامل ارتقا داده و چراغ مه‌شکن عقب را حذف می‌کند.
موتور یک طراحی شیلنگ خنک‌کننده روغن تجدید نظر شده دارد تا مشکلی را که قبلاً تأیید شده بود که در آن پیش از موعد شکسته می‌شد، برطرف کند.

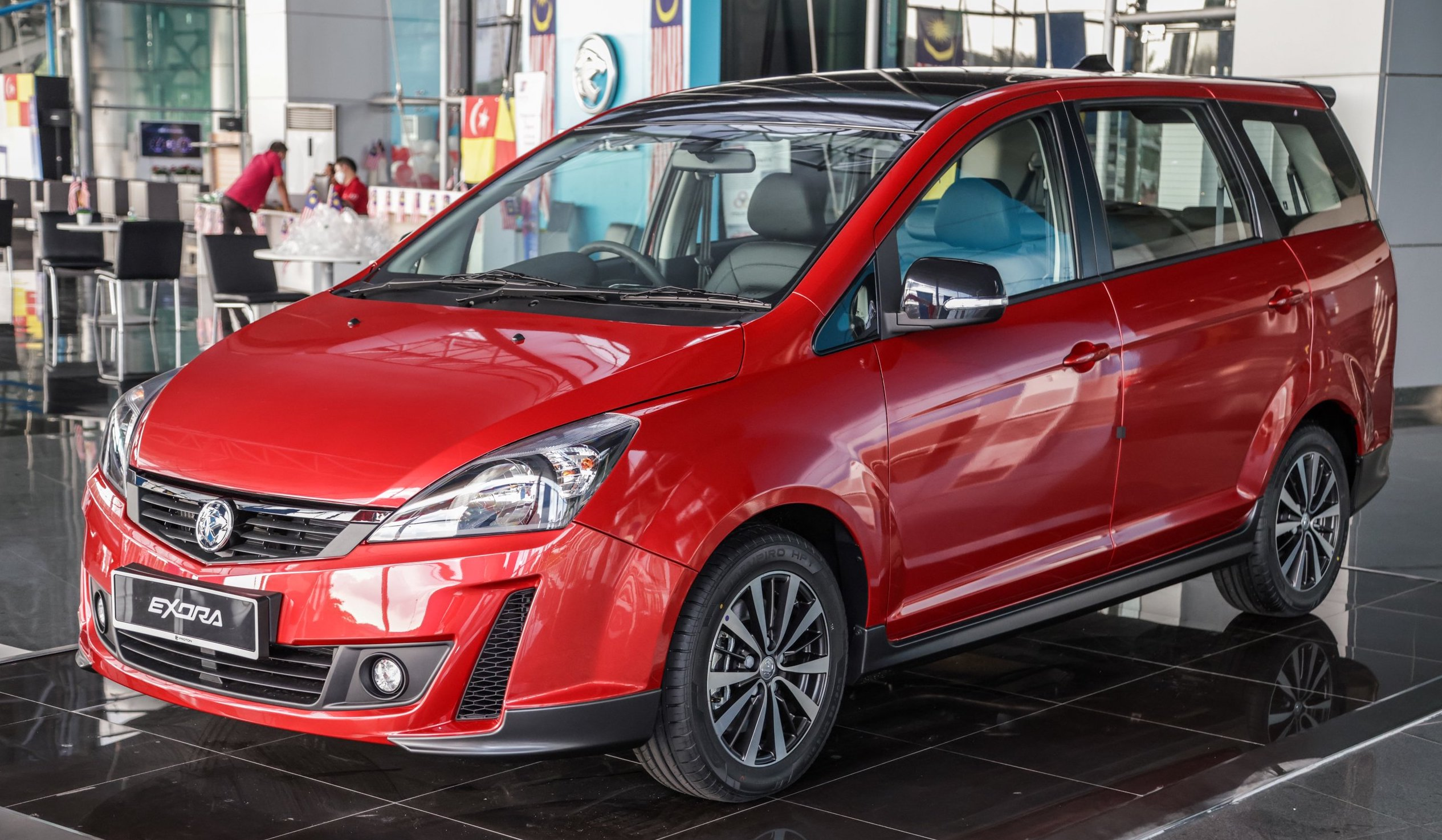
پروتون اکسورا پریمیوم ۲۰۲۳
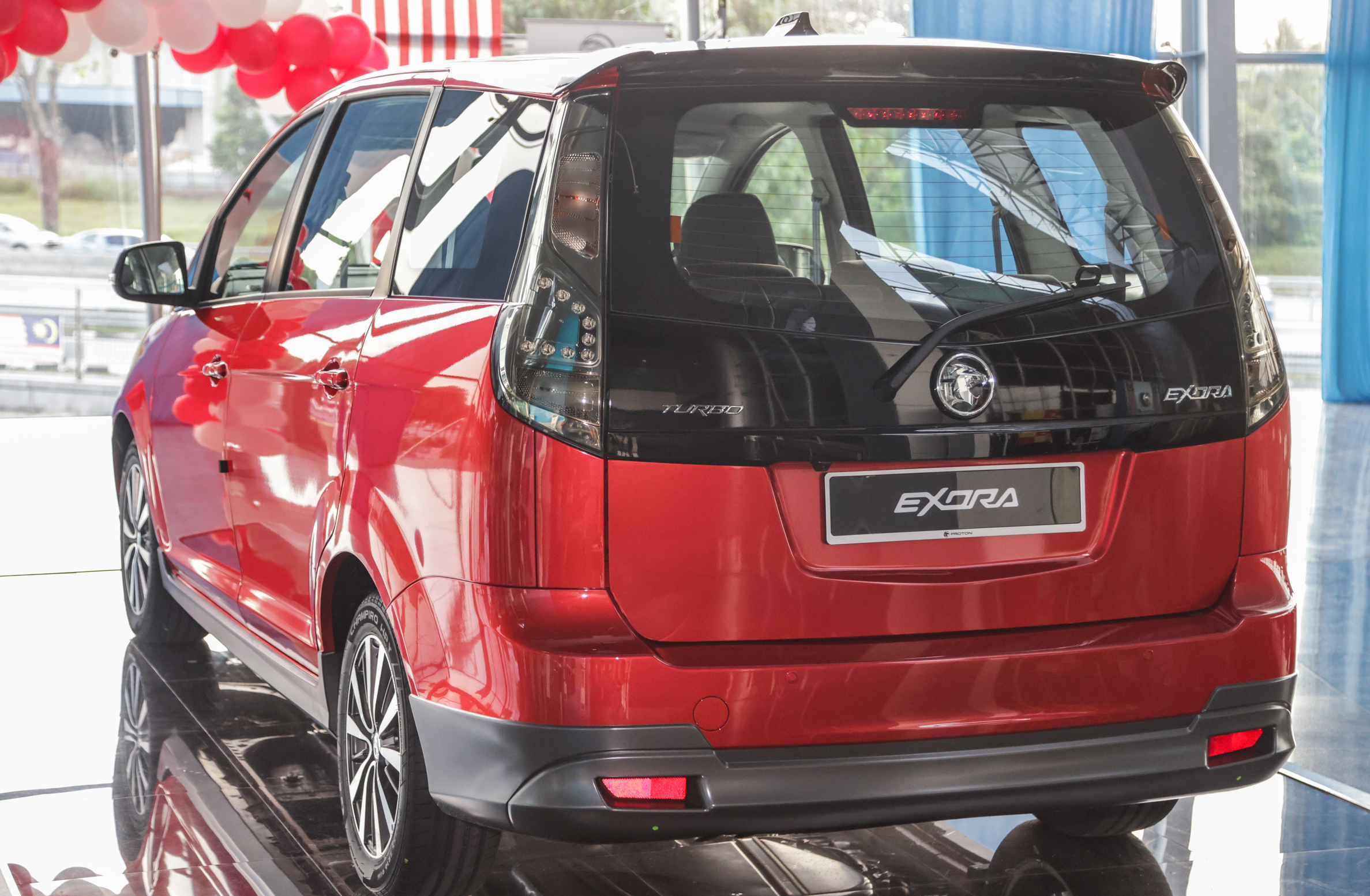
پروتون اکسورا پریمیوم ۲۰۲۳

## ویژگی‌های فنی

### پیشرانه
در طول تولید پروتون اکسورا، دو موتور برای آن در دسترس بوده است: یک موتور ۱٫۶ لیتری CPS تنفس طبیعی و یک موتور ۱٫۶ لیتری توربوشارژ CFE.
| ادعاهای سازنده            | ادعاهای سازنده  | ادعاهای سازنده    |
| موتور                     | CamPro CPS      | CamPro CFE        |
| ------------------------- | --------------- | ----------------- |
| قالب                      | I4 DOHC 16V     | I4 DOHC 16V       |
| نسبت تراکم                | ۸٫۹:۱           | ۸٫۹:۱             |
| حجم موتور (سی‌سی)          | ۱٬۵۹۷           | ۱٬۵۶۱             |
| حداکثر خروجی [hp(kW)/rpm] | ۱۲۵ (۹۳) / ۶۵۰۰ | ۱۳۸ (۱۰۳) / ۵۰۰۰  |
| حداکثر گشتاور (Nm/rpm)    | ۱۵۰ / ۴۵۰۰      | ۲۰۵ / ۲۰۰۰ ~ ۴۰۰۰ |

### تعلیق
پروتون اکسورا از سیستم تعلیق فنر مک فرسون با فنر در جلو و سیستم تعلیق تورشن بیم با فنر سیم پیچ در عقب استفاده می‌کند.

### فرمان
پروتون اکسورا از سیستم فرمان هیدرولیک rack & pinion استفاده می‌کند و شعاع گردش آن ۵٫۴ متر است.

## بازارهای صادراتی

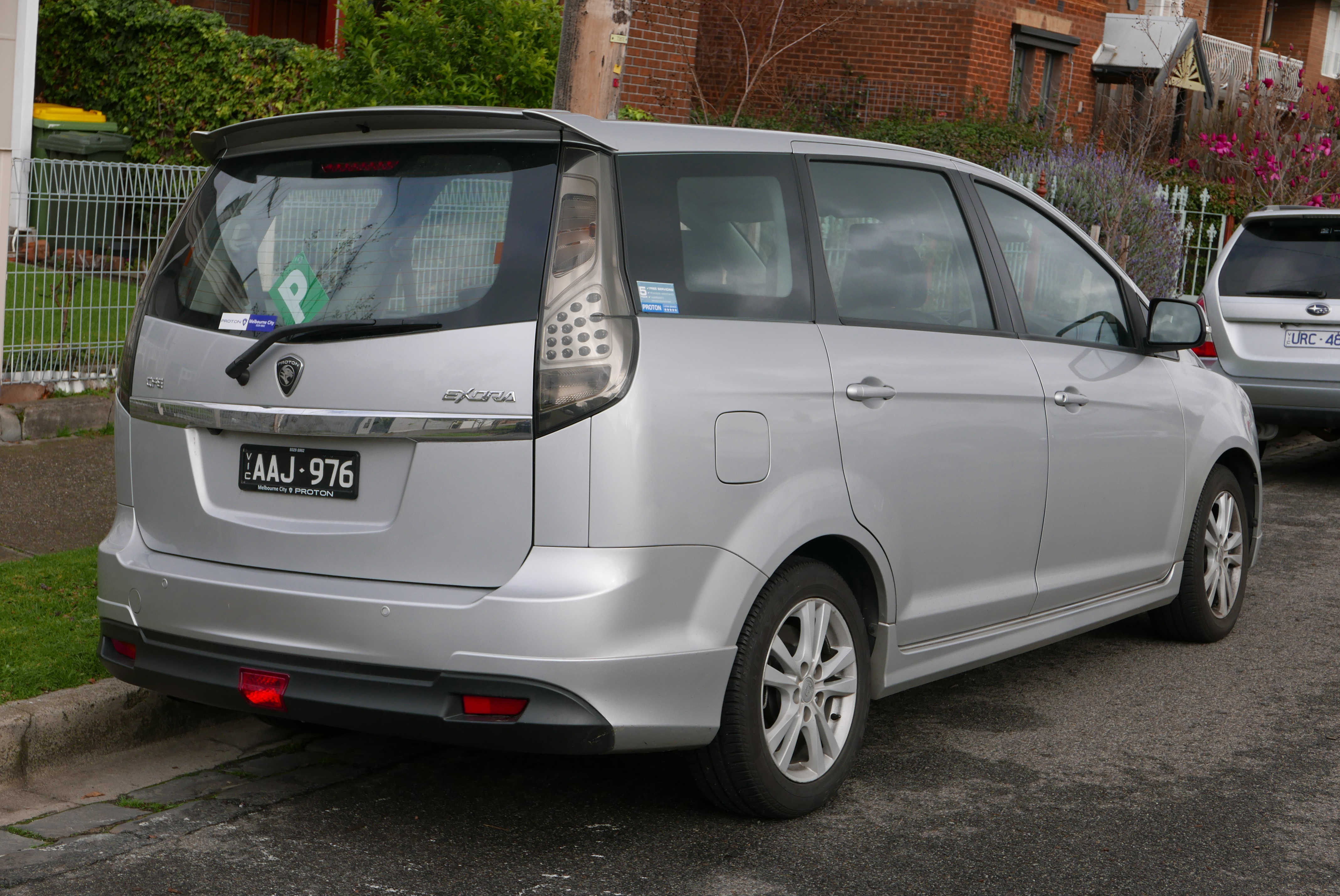
پروتون اکسورا جی‌ایکس‌آر (استرالیا)

پروتون اکسورا را به کشورهای همسایه اندونزی، تایلند، سنگاپور، برونئی و استرالیا صادر می‌کند. پروتون اکسورا در تایلند در نمایشگاه بین‌المللی خودرو تایلند در سال ۲۰۰۹ عرضه شد. اکسورا علیرغم اینکه تازه‌وارد بوده و با رقابت سختی از سوی رقیب ژاپنی روبرو است، مورد تحسین تایلندی‌ها قرار گرفت و ۱۳۸۸ رزرو از مجموع ۲۵۲۲۰ رزرو انجام شده در این رویداد را به دست آورد. اکسورا پرفروش‌ترین خودروی پروتون در تایلند است. در سال ۲۰۱۲، پروتون اکسورا را با اکسورا CFE جدید برای بازارهای اندونزی، تایلند و سنگاپور جایگزین کرد. Exora CFE در طول نمایشگاه بین‌المللی خودرو استرالیا در سال ۲۰۱۲ در استرالیا نمایش داده شد. زمانی که در اواسط سال ۲۰۱۳ به فروش رسید، ارزان‌ترین ام‌پی‌وی استرالیا بود. اکسورا CFE قرار بود طبق برنامه‌ریزی‌ها در سال ۲۰۱۲ در بریتانیا عرضه شود، اما هنوز این عرضه رخ نداده است. پیش‌بینی می‌شد اکسورا در آینده در چین و سایر بازارهای فرمان چپ نیز عرضه شود، زیرا شواهدی از واحدهای آزمایش اکسورا CFE با فرمان چپ وجود دارد.
در ژوئیه ۲۰۱۵، پروتون یک قرارداد توزیع کننده با آندس موتور امضا کرد و اولین واحدهای ارزیابی پریو و اکسورا فرمان چپ در نوامبر به شیلی ارسال شد. عرضه رسمی پروتون اکسورا در شیلی به‌طور آزمایشی در می ۲۰۱۶ تعیین شد.
اکسورا همچنین در مصر با دو تیپ اکسکوتیو و پریمیوم فروخته می‌شود. هر دو مدل از موتور CFE پروتون جفت شده با گیربکس CVT نیرو می‌گیرند. مشخصات آن مشابه اکسورا بولد (ام‌سی۲) بازار مالزی است. دسته‌ای از خودروهای پروتون از جمله اکسورا در سپتامبر ۲۰۱۸ مالزی را ترک کردند و در اکتبر ۲۰۱۸ به مصر رسیدند.

## کانسپت‌ها

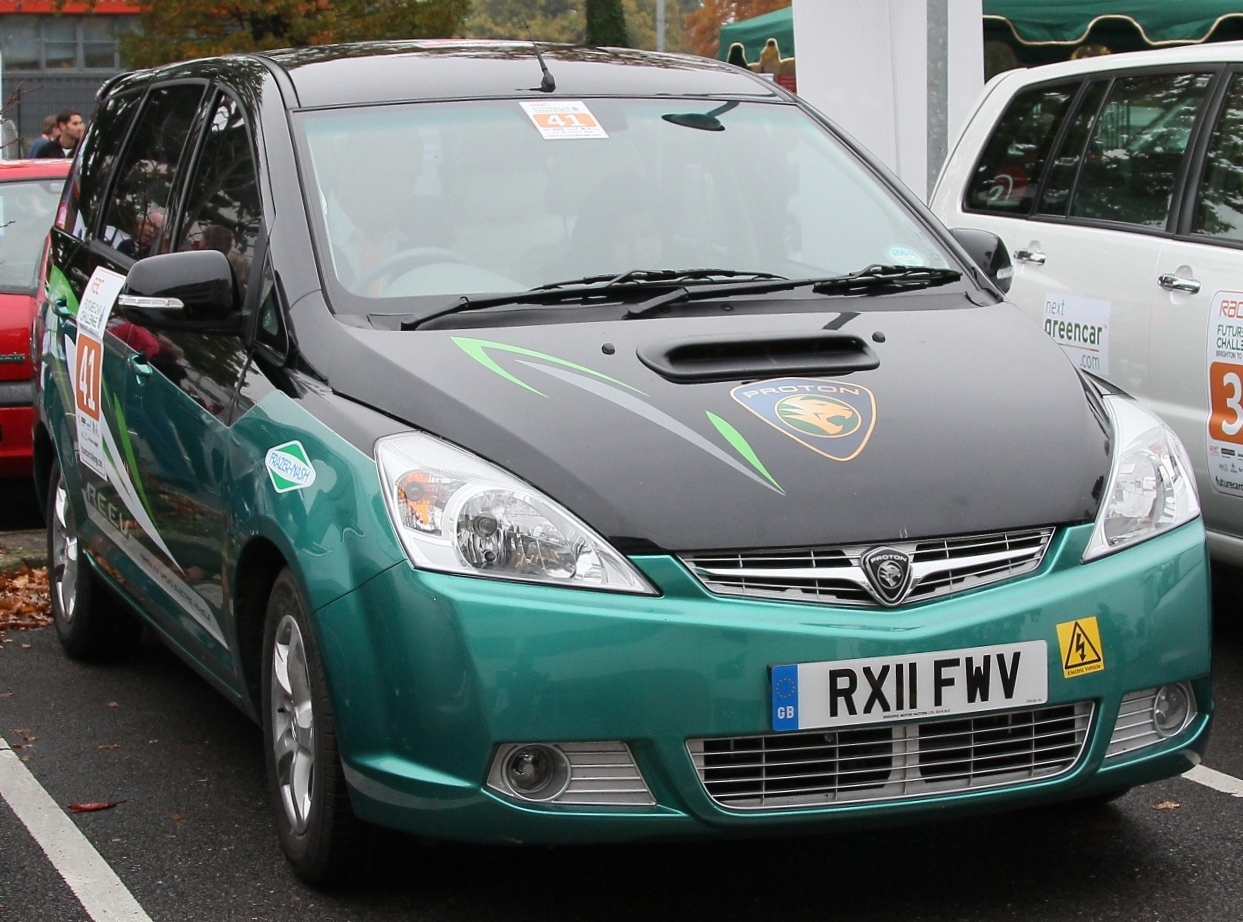
پروتون اکسورا REEV در طول مسابقه ماشین آینده RAC 2011، بریتانیا

پروتون همچنین دو مدل مفهومی ساخته شده توسط پروتون دیزاین را در مراسم عرضه به نمایش گذاشت، اکسورا پرایم و اکسورا پرستیژ. کانسپت اکسورا پرایم عمدتاً دارای ارتقاء ظاهری و داخلی زیبایی نسبت به اکسورا معمولی بود که چندین مورد از آن دو سال بعد در اکسورا پرایم ۲۰۱۲ به تولید رسید. از سوی دیگر، نسخه اکسورا پرستیژ سطوح بسیار عالی لوکس و کیت را در تلاش برای سنجش پتانسیل خود به عنوان وسیله نقلیه مناسب برای افراد خاص ارائه می‌دهد. میز کار اداری داخلی، یخچال و اینترکام، تلویزیون ال‌سی‌دی ۱۹ اینچی و سیستم ماساژ صندلی در میان سایر موارد ارائه می‌شود. پروتون بعداً فاش کرد که اکسورا پرستیژ واقعاً ساخته شده و به افراد خاص منتخب فروخته شده است.
در ۱۶ ژوئیه ۲۰۰۹، پروتون مدل مفهومی پروتون اکسورا توربو را در دانشگاه پوترا مالزی، سری کمبانگان به نمایش گذاشت. این خودرو به موتور CamPro CPS مجهز به قطعات مختلف عملکرد پس از فروش، با قدرت ۲۷۰ اسب بخار و گشتاور ۳۵۰ نیوتن متر، یک جهش عظیم از پیشرانه CamPro CPS که تنها می‌تواند ۱۲۵ اسب بخار قدرت و ۱۵۰ نیوتن متر گشتاور را ارائه دهد به حساب می‌آید.
پروتون در ۶ نوامبر ۲۰۱۱ با نسخه‌های برقی اکسورا، ساگا و پرسونا در مسابقهRAC Future Car Challenge شرکت کرد که در آن شرکت علی‌رغم کاستی‌هایشان، دو جایزه را دریافت کرد.
در سال ۲۰۱۵، پروتون پیک آپ کانسپت دو بار در معرض دید عموم قرار گرفت. این مدل مفهومی بر اساس Exora ساخته شده است و یادآور پروتون آرنا، اولین و آخرین وانت پروتون است.

## رقابت

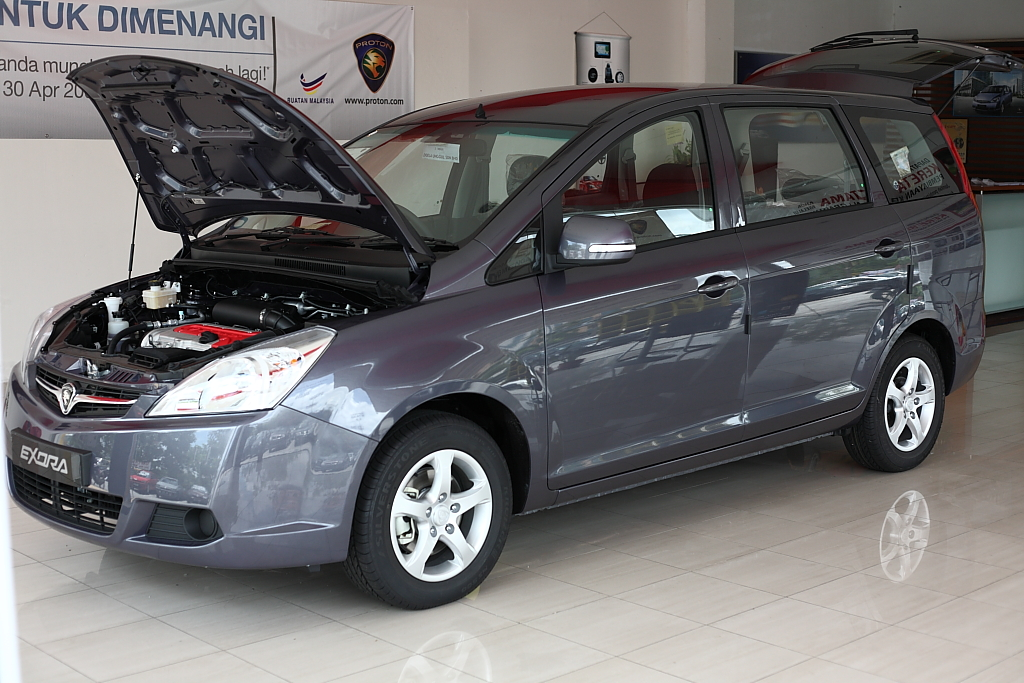
پروتون اکسورا ۲۰۰۹

قبل از عرضه اکسورا، بخش ام‌پی‌وی اقتصادی در مالزی در انحصار تویوتا آوانزا، تویوتا اینووا و نیسان گرند لیوینا بود. برخلاف جوارا، اکسورا یک برنده واقعی بود و از آن زمان تاکنون همواره در بین ۱۰ خودروی پرفروش مالزی قرار گرفته است.
پس از عرضه پروتون اکسورا در آوریل ۲۰۰۹، پرودوآ، که همچنین از اوایل سال ۲۰۰۸ در حال توسعه MPV بود، پیش نمایش آلزا، یک MPV کوچکتر، کم قدرت و در نتیجه ارزانتر برای مقابله با فروش اکسورا را در ۶ ژوئن ۲۰۰۹ ارائه کرد. برخلاف پروتون، که اکسورا را از ابتدا توسعه داد و خروج سرمایه را به حداقل رساند، پرودوآ ترجیح داد که به سادگی نشان خودروهای فوق را تغییر دهد (ژاپنی: Toyota Passo Sette)/(ژاپنی: Daihatsu Boon Luminas). پرودوآ آلزا برای عرضه در نوامبر ۲۰۰۹ برنامه‌ریزی شده بود، اما پروتون از این تأخیر استفاده کرد و در تلاش برای جلب خریداران بالقوه آلزا، انواع ارزان تری از اکسورا را معرفی کرد. علیرغم بهترین تلاش‌های پروتون، آلزای ارزان‌تر از اکسورا با اختلاف قابل توجهی پیشی گرفت و پرفروش‌ترین MPV مالزی از سال ۲۰۱۰ به بعد شد.

## ایمنی
- - MyVAP -
- /  - ANCAP - [۶۴][۶۵][۶۶][۶۷][۶۸]

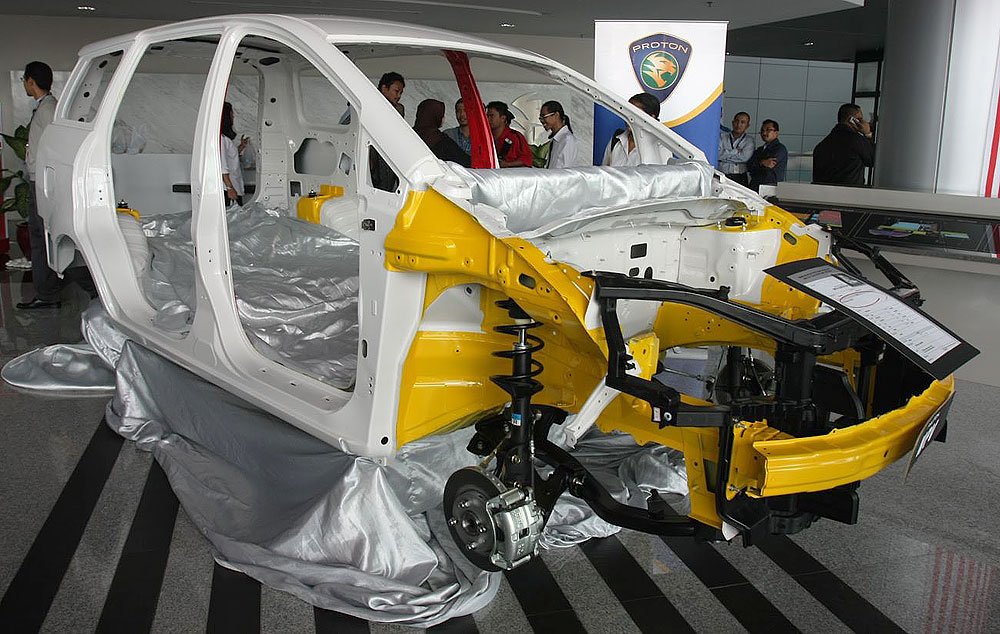
قاب مقاومت کششی نهایی بالا، که در هفته فناوری پروتون به نمایش گذاشته شد

پس از تست ۳۲ اکسورا در مرکز تست تصادف Applus+ IDIADA در اسپانیا، اکسورا دارای رتبه معادل ۴ ستاره یورو ان‌سی‌ای‌پی است. علاوه بر این، اکسورا توسط برنامه ارزیابی MyVAP خود مالزی رتبه ۴ ستاره را دریافت کرد. اکسورا رتبه ایمنی چهار ستاره ANCAP را دریافت کرد که برای همه انواع آن قابل اعمال است. ام‌پی‌وی که {{ya}} با دو کیسه هوای جلو و جانبی با قفسه سینه و محافظ سر برای سرنشینان جلو است، از ۳۷ امتیاز ممکن، ۲۶٫۳۷ امتیاز را کسب کرد. در تست تصادف آفست، اکسورا امتیاز ۱۰٫۵۵ از ۱۶ امتیاز را به دست آورد - محافظت از سینه راننده قابل قبول و محافظت از پاها حاشیه‌ای بود. در تست تصادف تصادف از پهلو، ۱۴٫۸۲ امتیاز از ۱۶ امتیاز را به دست آورد - حفاظت از قفسه سینه راننده به عنوان قابل قبول ذکر شد. نتیجه اکسورا - با آزمایش انجام شده در ژوئیه ۲۰۱۳ - عملکرد آن را در تست ۴۰٪ افست جلویی نشان داد، جایی که خطر آسیب جدی به پاهای راننده بالا بود. عملکرد ضربه جانبی خوب بود، اما به گفته ANCAP، نتایج کلی تست عابر پیاده ضعیف بود. یکی از ویژگی‌های کلیدی که این رتبه‌بندی‌ها را ممکن می‌کند، استفاده از فولاد با کشش بالا برای قفس بدنه، ایجاد پایداری بهتر و افزایش جذب ضربه در هنگام برخورد است. میلگردهای ضربه جانبی نیز برای تقویت چارچوب درها و جذب ضربه از هر دو طرف نصب می‌شوند.
| ویژگی‌های ایمنی           | ویژگی‌های ایمنی | ویژگی‌های ایمنی | ویژگی‌های ایمنی | ویژگی‌های ایمنی            | ویژگی‌های ایمنی | ویژگی‌های ایمنی | ویژگی‌های ایمنی | ویژگی‌های ایمنی             | ویژگی‌های ایمنی             | ویژگی‌های ایمنی             | ویژگی‌های ایمنی             | ویژگی‌های ایمنی             | ویژگی‌های ایمنی    | ویژگی‌های ایمنی    | ویژگی‌های ایمنی    | ویژگی‌های ایمنی    | ویژگی‌های ایمنی | ویژگی‌های ایمنی | ویژگی‌های ایمنی | ویژگی‌های ایمنی |
| نوع                      | اکسورا         | اکسورا         | اکسورا         | اکسورا                    | اکسورا ام‌سی    | اکسورا ام‌سی    | اکسورا ام‌سی    | اکسورا بولد و اکسورا پرایم | اکسورا بولد و اکسورا پرایم | اکسورا بولد و اکسورا پرایم | اکسورا بولد و اکسورا پرایم | اکسورا بولد و اکسورا پرایم | اکسورا بولد ام‌سی۲ | اکسورا بولد ام‌سی۲ | اکسورا بولد ام‌سی۲ | اکسورا بولد ام‌سی۲ | اکسورا ام‌سی۳   | اکسورا ام‌سی۳   | اکسورا آرسی    | اکسورا آرسی    |
| نوع                      | بی-لاین        | ام-لاین        | اچ-لاین        | نسخه بیست و پنجمین سالگرد | بی-لاین        | ام-لاین        | اچ-لاین        | اکسورا ۱٫۶ استاندارد       | اکسکوتیو                   | اکسورا 1.6 CFE استاندارد   | پریمیوم                    | پرایم                      | استاندارد         | اکسکوتیو          | پریمیوم           | سوپر پریمیوم      | اکسکوتیو       | اکسکوتیو پلاس  | اکسکوتیو       | پریمیوم        |
| ------------------------ | -------------- | -------------- | -------------- | ------------------------- | -------------- | -------------- | -------------- | -------------------------- | -------------------------- | -------------------------- | -------------------------- | -------------------------- | ----------------- | ----------------- | ----------------- | ----------------- | -------------- | -------------- | -------------- | -------------- |
| بازار                    | مالزی          | مالزی          | مالزی          | مالزی                     | مالزی          | مالزی          | مالزی          | مالزی                      | مالزی                      | مالزی                      | مالزی                      | مالزی                      | مالزی             | مالزی             | مالزی             | مالزی             | مالزی          | مالزی          | مالزی          | مالزی          |
| ABS + EBD + BA           | ✘              | ✔              | ✔              | ✔                         | ✘              | ✔              | ✔              | ✘                          | ✔                          | ✔                          | ✔                          | ✔                          | ✔                 | ✔                 | ✔                 | ✔                 | ✔              | ✔              | ✔              | ✔              |
| کنترل پایداری الکترونیکی | ✘              | ✘              | ✘              | ✘                         | ✘              | ✘              | ✘              | ✘                          | ✘                          | ✘                          | ✘                          | ✘                          | ✘                 | ✘                 | ✔                 | ✔                 | ✘              | ✔              | ✘              | ✔              |
| کیسه‌های هوا              | ۱              | ۲              | ۲              | ۲                         | ۱              | ۲              | ۲              | ۱                          | ۲                          | ۲                          | ۲                          | ۲                          | ۲                 | ۲                 | ۴                 | ۴                 | ۲              | ۲              | ۲              | ۲              |

## آمار فروش
| فروش پروتون اکسورا بین سال‌های ۲۰۰۹ و سه‌ماهه اول ۲۰۱۴                 | فروش پروتون اکسورا بین سال‌های ۲۰۰۹ و سه‌ماهه اول ۲۰۱۴ | فروش پروتون اکسورا بین سال‌های ۲۰۰۹ و سه‌ماهه اول ۲۰۱۴ | فروش پروتون اکسورا بین سال‌های ۲۰۰۹ و سه‌ماهه اول ۲۰۱۴ | فروش پروتون اکسورا بین سال‌های ۲۰۰۹ و سه‌ماهه اول ۲۰۱۴ | فروش پروتون اکسورا بین سال‌های ۲۰۰۹ و سه‌ماهه اول ۲۰۱۴ | فروش پروتون اکسورا بین سال‌های ۲۰۰۹ و سه‌ماهه اول ۲۰۱۴ | فروش پروتون اکسورا بین سال‌های ۲۰۰۹ و سه‌ماهه اول ۲۰۱۴ |
| کشور                                                                 | مجموع                                                | سه‌ماهه اول ۲۰۱۴                                      | ۲۰۱۳                                                 | ۲۰۱۲                                                 | ۲۰۱۱                                                 | ۲۰۱۰                                                 | ۲۰۰۹                                                 |
| -------------------------------------------------------------------- | ---------------------------------------------------- | ---------------------------------------------------- | ---------------------------------------------------- | ---------------------------------------------------- | ---------------------------------------------------- | ---------------------------------------------------- | ---------------------------------------------------- |
| مالزی                                                                | ۱۱۷٬۷۴۶                                              | ۴٬۳۴۸                                                | ۲۲٬۹۸۳                                               | ۲۴٬۱۱۳                                               | ۲۱٬۰۶۴                                               | ۲۶٬۷۸۷                                               | ۱۸٬۴۵۱                                               |
| اندونزی                                                              |                                                      |                                                      | ۱٬۰۶۶                                                | ۱٬۵۲۹                                                | ۱٬۱۴۹                                                | ۱٬۰۳۸                                                |                                                      |
| تایلند                                                               |                                                      |                                                      | ۲۱۲                                                  | ۱٬۴۳۵                                                | ۱٬۷۶۲                                                | ۲٬۳۹۹                                                | ۳۱                                                   |
| استرالیا                                                             | ۱۰۲                                                  | ۵۲                                                   | ۵۰                                                   |                                                      |                                                      |                                                      |                                                      |
| سنگاپور                                                              |                                                      |                                                      |                                                      |                                                      |                                                      |                                                      |                                                      |
| برونئی                                                               |                                                      |                                                      |                                                      |                                                      |                                                      |                                                      |                                                      |
| مجموع فروش جهانی                                                     | ۱۲۹٬۰۰۰+                                             |                                                      |                                                      |                                                      |                                                      |                                                      |                                                      |
| توجه: سه‌ماهه اول ۲۰۱۴ فقط شامل فروش ژانویه، فوریه و مارس ۲۰۱۴ می‌شود. |                                                      |                                                      |                                                      |                                                      |                                                      |                                                      |                                                      |